# نمبرز (مسلسل)
'نمبرز' أو Numb3rs بالإنجليزية هو مسلسل أمريكي من إنتاج الأخوين ريدلي وتوني سكوت. نتابع في هذا المسلسل عميل الإف بي آي دون إيبس (روب مورو) و أخوه عبقري الرياضيات تشارلى إيبس (ديفيد كرومهولتز), وهو يساعد أخاه في حل ألغار الجرائم لصالح الإف بي آي.

## وصلات خارجية
- نمبرز على موقع IMDb (الإنجليزية)
- نمبرز على موقع ميتاكريتيك (الإنجليزية)
- نمبرز على موقع روتن توميتوز (الإنجليزية)
- نمبرز على موقع أول موفي (الإنجليزية)
- نمبرز على موقع كينوبويسك (الروسية)
- نمبرز على موقع ألو سيني (الفرنسية)
- نمبرز على موقع قاعدة بيانات الفيلم (الإنجليزية)

- موقع الحسابات الرياضية لمسلسل نمبرز
- حلقات كاملة لنمبرز